# Zhongling, Jiangxi
Zhongling är en sockenhuvudort i Kina. Den ligger i provinsen Jiangxi, i den sydöstra delen av landet, omkring 64 kilometer sydost om provinshuvudstaden Nanchang. Antalet invånare är 22 776. Befolkningen består av 10 608 kvinnor och 12 168 män. Barn under 15 år utgör 21,0 %, vuxna 15-64 år 69 %, och äldre över 65 år 9,0 %.
Runt Zhongling är det tätbefolkat, med 297 invånare per kvadratkilometer. Närmaste större samhälle är Yangqiaodian, 9,7 km sydost om Zhongling. Trakten runt Zhongling består till största delen av jordbruksmark.
Genomsnittlig årsnederbörd är 2 491 millimeter. Den regnigaste månaden är juni, med i genomsnitt 454 mm nederbörd, och den torraste är oktober, med 26 mm nederbörd.